# Google Chrome Frame
（中国大陆译：谷歌瀏覽器內嵌框架，台灣、香港译：Google Chrome內嵌框架）是專為Internet Explorer設計的一個插件。相應的開源計劃為Chromium的一部分，其採用BSD許可證授權並開放源代碼，可運行於Windows 7、Vista、XP SP2或更高版本作業系統中的Internet Explorer 6、7、8、9，使Internet Explorer可以基於Google Chrome中的Webkit引擎及V8引擎進行排版及運算，即能獲得比原有Internet Explorer更快、更安全網頁瀏覽體驗，並且令Internet Explorer 6、7、8支持HTML5代碼。
如果浏览支持Chrome Frame的Google服務會自動使用Chrome内核，如Youtube、Google文件、Orkut等已經開啟了對Chrome Frame的支持，開發原意是使不支援HTML5的Internet Explorer也能瀏覽Google Wave及其它使用了HTML5代碼的Google服務。
此項目已於2014年2月25日正式停止維護與更新  。

## 網頁開發
網頁設計員可以在網頁中加入以下代碼使網站能以Google Chrome Frame瀏覽。
```
<meta http-equiv="X-UA-Compatible" content="IE=Edge,chrome=1">
```

若瀏覽者有安裝Chrome Frame，且浏览者的IE浏览器版本为IE8或更低，此代碼會自動引導瀏覽器啟用插件進行排版及運算；但若瀏覽者並沒有安裝插件或IE版本为IE9或更高，則不會進行任何動作。

瀏覽者亦可以在網址前增加gcf:前綴來要求Internet Explorer以插件進行排版及運算。

## 外部連結
- Google Chrome Frame（Google Code）